# 위패

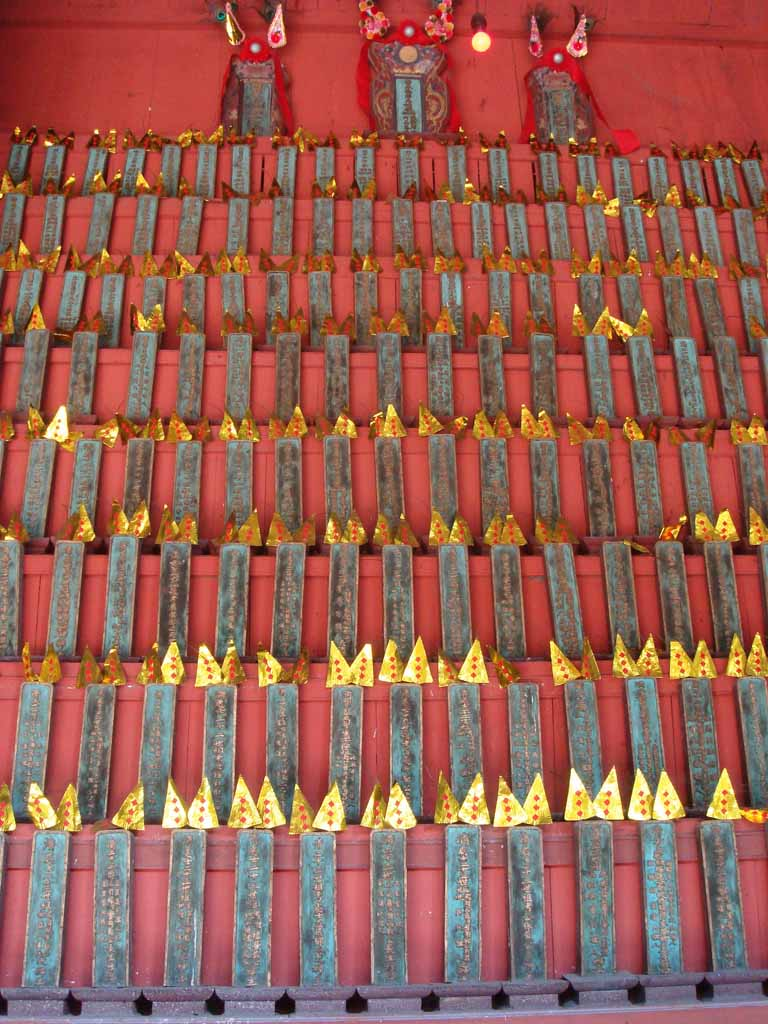

위패(位牌)는 죽은 사람의 이름을 적어 망자의 혼을 대신한다는 상징성을 갖는 나무 조각이다. 영위, 위판이라고도 한다. 종이로 만든 신주를 지방이라 하고 나무로 만든 신주를 위패라고 한다. 주로 밤나무를 깎아서 만들며 '주신'과 받침대로 구성되어 있다.

## 같이 보기
- 사당
- 부쓰단